# (7699) Božek
7699 Bozek (1989 CB4) – planetoida z grupy pasa głównego asteroid okrążająca Słońce w ciągu 3,7 lat w średniej odległości 2,39 j.a. Odkryta 2 lutego 1989 roku.